# Can Tries (mas de Viladecavalls)
Can Tries és una masia del municipi de Viladecavalls (Vallès Occidental) protegida com a bé cultural d'interès local. Can Tries consta de planta baixa i dos pisos amb teulada a doble vessant i carener perpendicular a la façana principal. A la planta baixa s'obre una porta d'arc rodó adovellat. Al pis hi ha quatre obertures de finestres rectangulars, una d'elles convertida a balcó de barana de ferro, la resta són de diferents mides i amb ampit. A l'últim registre hi ha les golfes, amb una galeria formades per sis finestres d'arc de mig punt on les dues dels extrems són més baixes per tal de respectar la inclinació de la teulada. Davant de la façana s'obre un pati envoltat per una tanca de pedra i el conjunt d'edificis annexos. La portalada d'entrada és d'ubicació lateral i amb teuladet.